# Редондо, Сиро
Си́ро Редо́ндо Гарси́я (исп. Ciro Redondo García; 9 декабря 1931, Артемиса, Куба — 29 ноября 1957, Мар-Верде, Куба) — кубинский революционер.

## Биография
Сиро Редондо родился 9 декабря 1931 года.
После переворота 1952 года участвовал в заговоре против режима Батисты и нападении на казармы Монкада. Спустя четыре дня после нападения он был арестован и приговорён к 10 годам тюремного заключения. 16 мая 1955 года, как и другие повстанцы, был освобождён по амнистии.
В начале 1956 года арестован снова по обвинению в распространении манифеста с призывом вернуться к борьбе и провёл месяц в заключении. Сразу же после освобождения, 20 марта 1956 года Сиро Редондо отправился в Мексику, где встретился с Фиделем Кастро и другими товарищами из «Движения 26 июля» , проходившими военную подготовку.
26 ноября 1956 года в числе 82 экспедиционеров отправился к побережью Кубы на яхте «Гранма».
После боя в Алегрия-дель-Пио Редондо присоединился к группе Рауля Кастро, которая смогла выйти к месту сбора и продолжить борьбу.
29 ноября в бою у Мар-Верде был убит людьми Санчеса Москеры. Несколько месяцев спустя восьмой колонне повстанцев было присвоено имя Сиро Редондо.
В честь Сиро Редондо был назван муниципалитет в провинции Сьего-де-Авила. Также его имя носит одна из кубинских наград.